# Uranium-rhodium-germanium
L'intermétallique uranium-rhodium-germanium, de formule chimique URhGe, est le premier alliage métallique connu à devenir supraconducteur sous l'effet d'un puissant champ magnétique. Découvert en 2005 par une équipe du CEA et du CNRS dirigée par Andrew D. Huxley au Grenoble High Magnetic Field Laboratory en région Rhône-Alpes, cet intermétallique ferromagnétique d'uranium, de rhodium et de germanium se comporte différemment des autres matériaux supraconducteurs : ses propriétés supraconductrices, qui se manifestent en dessous d'une température critique Tc d'environ 0,28 K, disparaissent sous l'effet d'un champ magnétique supérieur à une valeur critique Hc d'environ 2 T — comportement semblable à celui des autres supraconducteurs — mais réapparaissent lorsque ce champ magnétique se renforce au-delà de 8 T — ce qui constitue une exception — avec une température critique portée cette fois à 0,4 K ; la supraconductivité cesse au-delà de 13 T, avec une transition de phase magnétique autour de 12 T.